# Viola Recklies
Viola Recklies (* 30. März 1929 in Berlin; † 19. Juni 1997 ebenda) war eine deutsche Schauspielerin, Hörspielsprecherin und Übersetzerin.

## Leben
Über das Leben von Viola Recklies war wenig in Erfahrung zu bringen. Auffallend ist, dass sie einen großen Teil der Spielfilme bei der DEFA (also in der DDR) drehte und die Hörspielaufnahmen in West-Berlin erfolgten, was aber zur Zeit der offenen Grenzen in Berlin keine Ausnahme darstellte. Ab den 1960er Jahren waren keine schauspielerischen Tätigkeiten mehr nachzuweisen, jedoch hat sie mindestens zwei Theaterstücke aus der französischen und englischen Sprache übersetzt.

## Filmografie
- 1950: Saure Wochen – frohe Feste
- 1951: Der Untertan
- 1951: Die Meere rufen
- 1952: Karriere in Paris
- 1952: Roman einer jungen Ehe
- 1952: Das verurteilte Dorf
- 1952: Frauenschicksale
- 1957: Spielbank-Affäre
- 1980: Hungerjahre

## Hörspiele
- 1947: Erich Maria Remarque: Der Emigrant – Regie: Hanns Korngiebel (Hörspiel – RIAS Berlin)
- 1957: Euripides: Alkestis – Regie: Hanns Korngiebel (Hörspiel – RIAS Berlin)
- 1957: Paul Hengge: Durchreise (Lautsprecherstimme) – Regie: Hanns Korngiebel (Hörspiel – RIAS Berlin)
- 1959: Franz Werfel: Das Lied von Bernadette (Mädchen) – Regie: Heinz-Günter Stamm (Hörspiel – BR)

## Übersetzungen
- Marcel Aymé: Die Mondvögel
- Ben Hecht/Charles MacArthur: Letzte Nachricht